# 新川二朗
新川 二朗（しんかわ じろう、1939年11月2日 - 2022年8月21日）は、日本の演歌歌手。

## 経歴
石川県羽咋郡志雄町（現在の宝達志水町）出身で、実家は商店街にあった小さな商店。
明るい性格のムードメーカーで、羽咋高校ではボクシング部に所属していた。
金沢ヘルスセンターで歌っているところを、村田英雄にスカウトされ、1962年にキングレコードから『君を慕いて』でデビュー。
1964年、『東京の灯（ひ）よ いつまでも』が年末までに50万枚を超える売上を記録。同年の「第15回NHK紅白歌合戦」に初出場を果たす。当時では破格の400万円の年収を得ていた。 
2020年にNiziUのメンバーとしてマヤが出場するまで、石川県出身者で唯一の紅白出場歌手であった。晩年まで地方のステージをこなし、2022年4月11日放送の「歌謡プレミアム（BS日テレ）」が最後のテレビ出演となった。
2022年4月に脳梗塞で倒れ療養していたが、同年8月21日夜に千葉県松戸市内の病院で脳梗塞からくる気管支炎のため死去。82歳没。

## 代表曲
- 東京の灯よいつまでも　（1964年7月）
作詞：藤間哲郎／作曲：佐伯としを／編曲：佐伯としを

## 出演

### テレビ
- 青空に叫ぼう 第38話「甦える青春」（NETテレビ、1968年3月20日）

### 映画
- 兄弟仁義 （東映、1966年）

### NHK紅白歌合戦出場歴
| 年度/放送回               | 曲目                 | 対戦相手     |
| ------------------------- | -------------------- | ------------ |
| 1964年（昭和39年）/第15回 | 東京の灯よいつまでも | こまどり姉妹 |